# Samuel Quiccheberg
Samuel Quiccheberg était un médecin et bibliothécaire d’origine anversoise du XVIe siècle établi en Allemagne à la cour d’Albert V de Bavière. Il est connu pour avoir introduit la muséologie.

## Biographie
Dans le contexte du Cabinet de curiosités d’Albert V de Bavière et la Kunstkammer de Munich, il publie le premier traité sur la muséologie en 1565, Inscriptiones vel Tituli Theatri Amplissimi.

## Postérité
Un portrait de Quiccheberg fut réalisé par Hans Mielich en 1556.